# Sceloenopla tetracantha
Sceloenopla tetracantha is een keversoort uit de familie bladkevers (Chrysomelidae). De wetenschappelijke naam van de soort werd in 1920 gepubliceerd door George Charles Champion.